# Pompa hydrauliczna

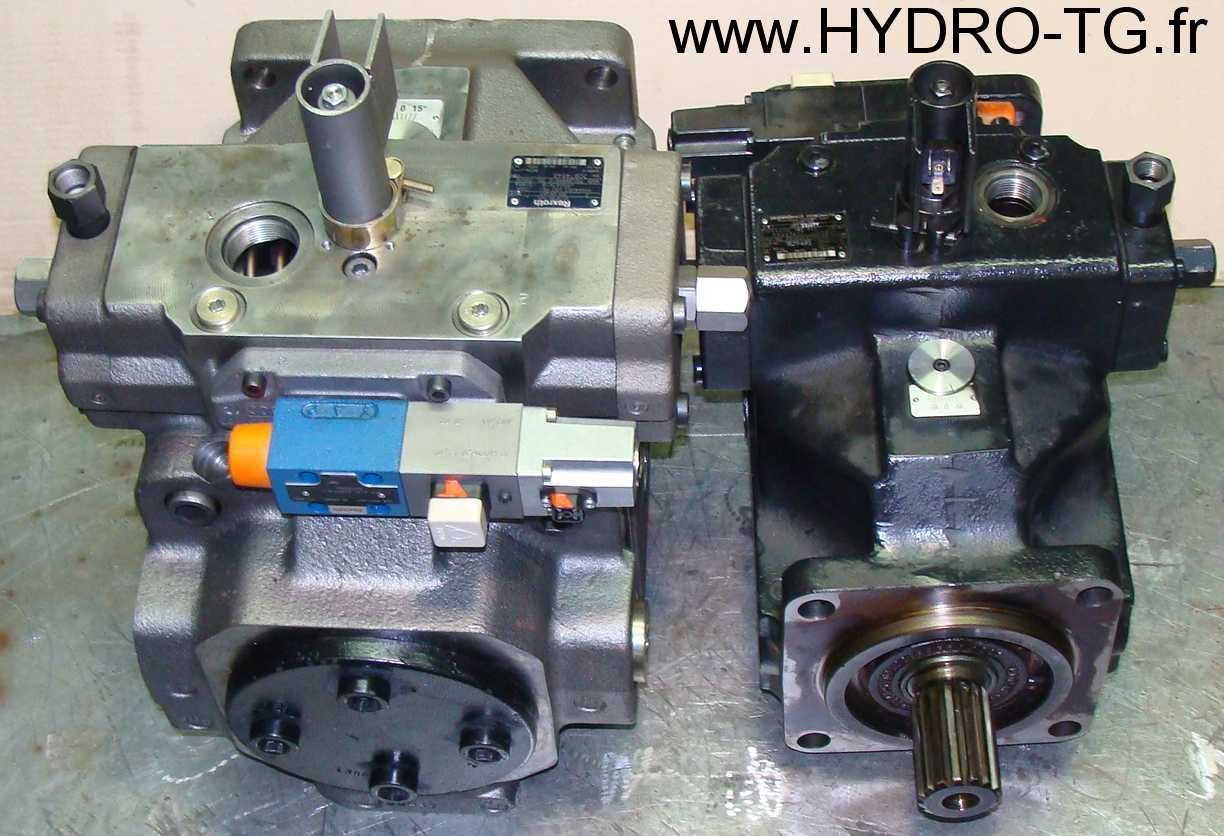
Pompa hydrauliczna

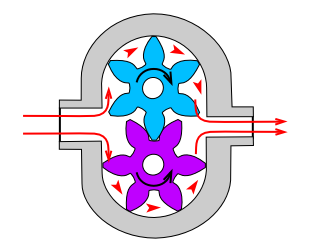
Schemat pompy zębatej

Pompa hydrauliczna – urządzenie, którego zadaniem jest zasilanie napędu hydraulicznego odpowiednio dużymi ilościami oleju pod wysokim ciśnieniem.
Pompa hydrauliczna zamienia energię mechaniczną dostarczoną przez silnik napędowy (spalinowy, elektryczny) na energię hydrauliczną zawartą w czynniku roboczym tłoczonym  do instalacji pod odpowiednim ciśnieniem i z odpowiednią wydajnością.
W urządzeniach hydraulicznych wymagane jest zasilanie olejem roboczym o wysokim ciśnieniu i dużej równomierności strumienia. Taki charakter tłoczenia mają pompy wyporowe rotacyjne łopatkowe, zębate i śrubowe oraz wielotłoczkowa promieniowa i osiowa o stałej i zmiennej wydajności.
Pompa hydrauliczna w układzie ssawnym ma otwór o większej lub równej średnicy, w porównaniu do otworu w układzie tłocznym.

## Rodzaje pomp hydraulicznych
- hydrauliczna pompa zębata
- hydrauliczna pompa wielotłoczkowa
  - osiowa
  - promieniowa
- hydrauliczna pompa łopatkowa
- hydrauliczna pompa śrubowa